# دهستان تارتو (۱۹۹۱)
دهستان تارتو (به لاتین: Tartu Parish) یک دهستان در استونی است که در شهرستان تارتو واقع شده‌بود.

## خصوصیات
دهستان تارتو ۲۹۸٫۶۹ کیلومترمربع مساحت و ۶٬۰۴۱ نفر جمعیت دارد.

## خواهرخوانده
شهر ییواسکیلا خواهرخواندهٔ دهستان تارتو هست.

## نگارخانه

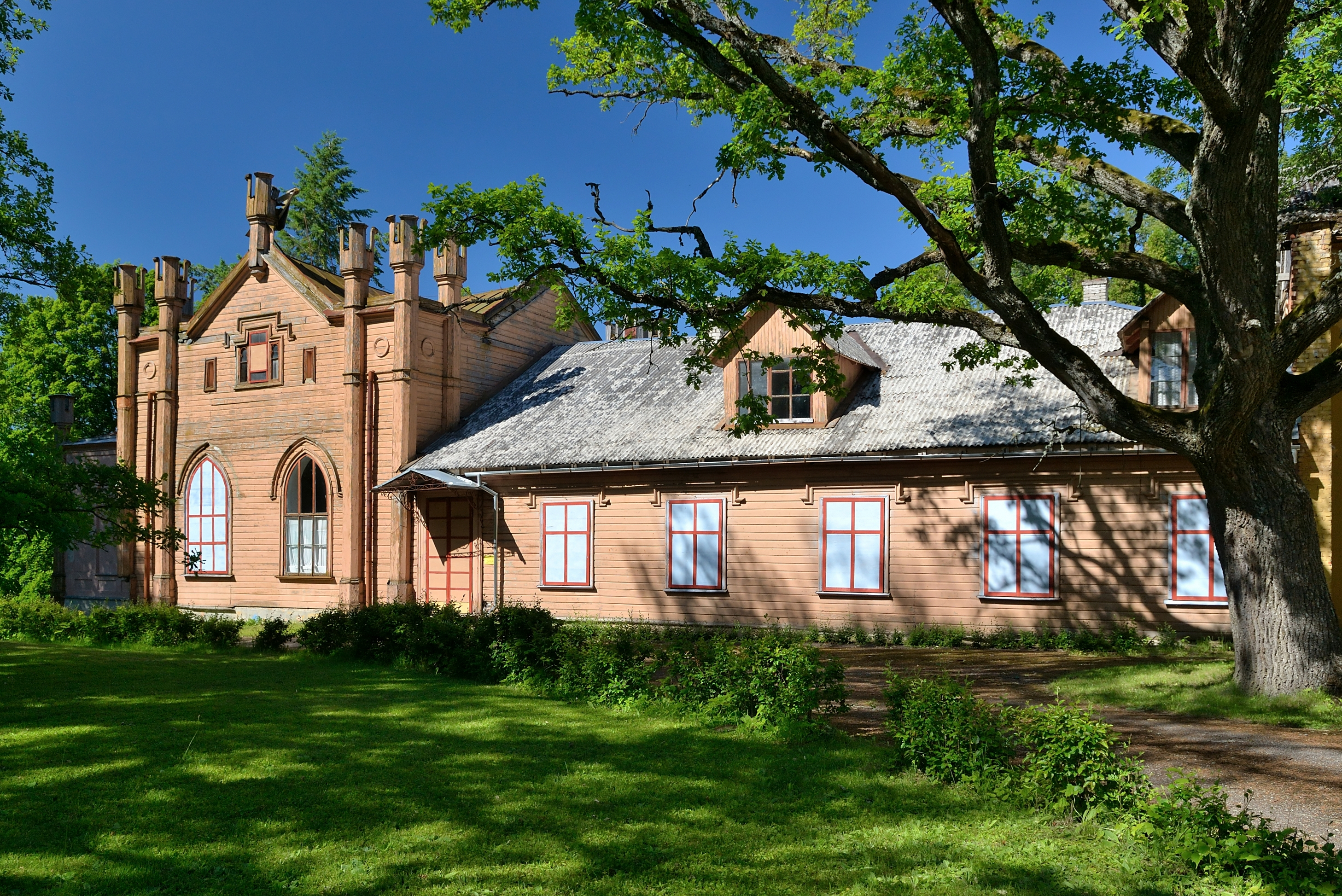
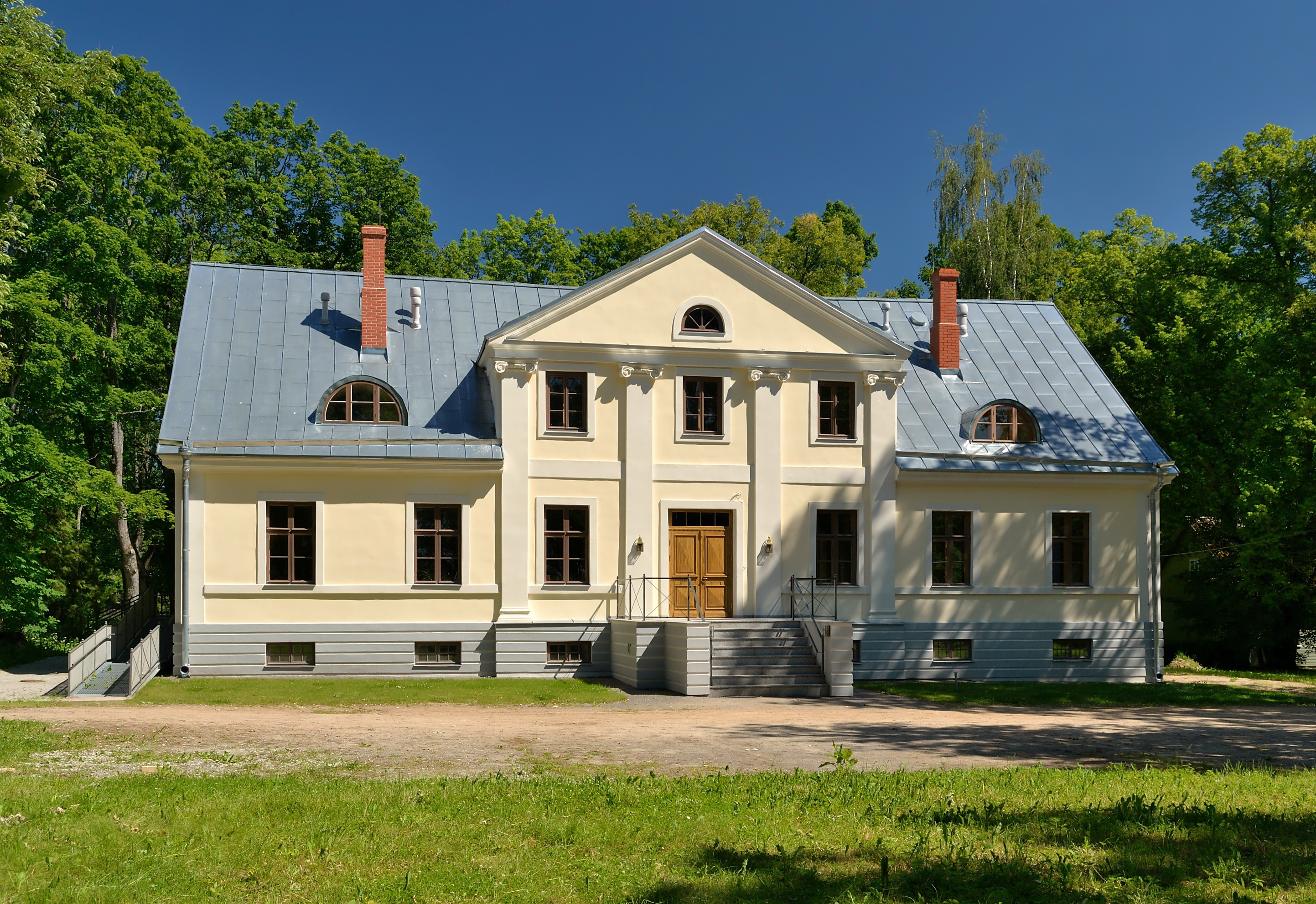
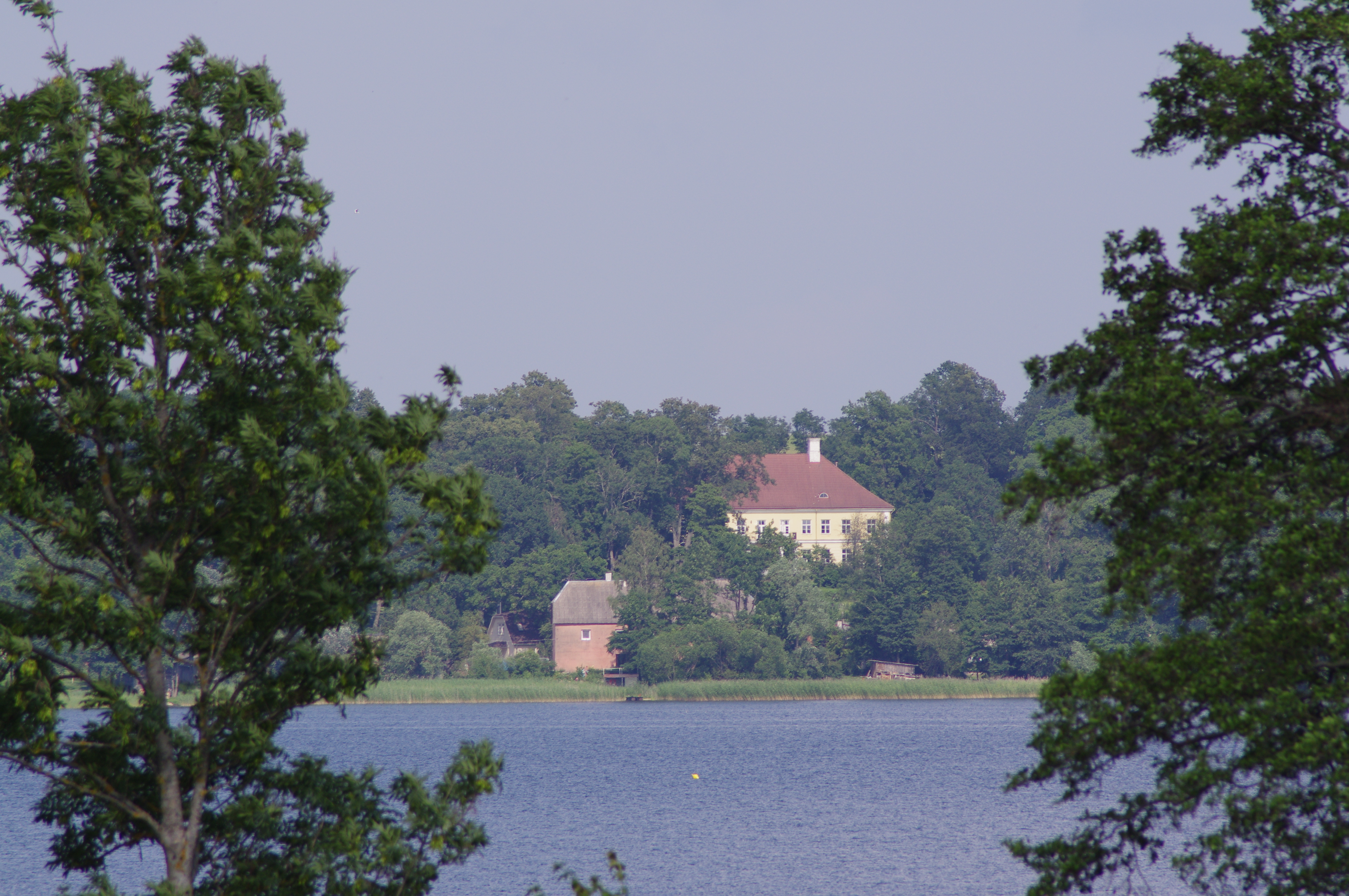
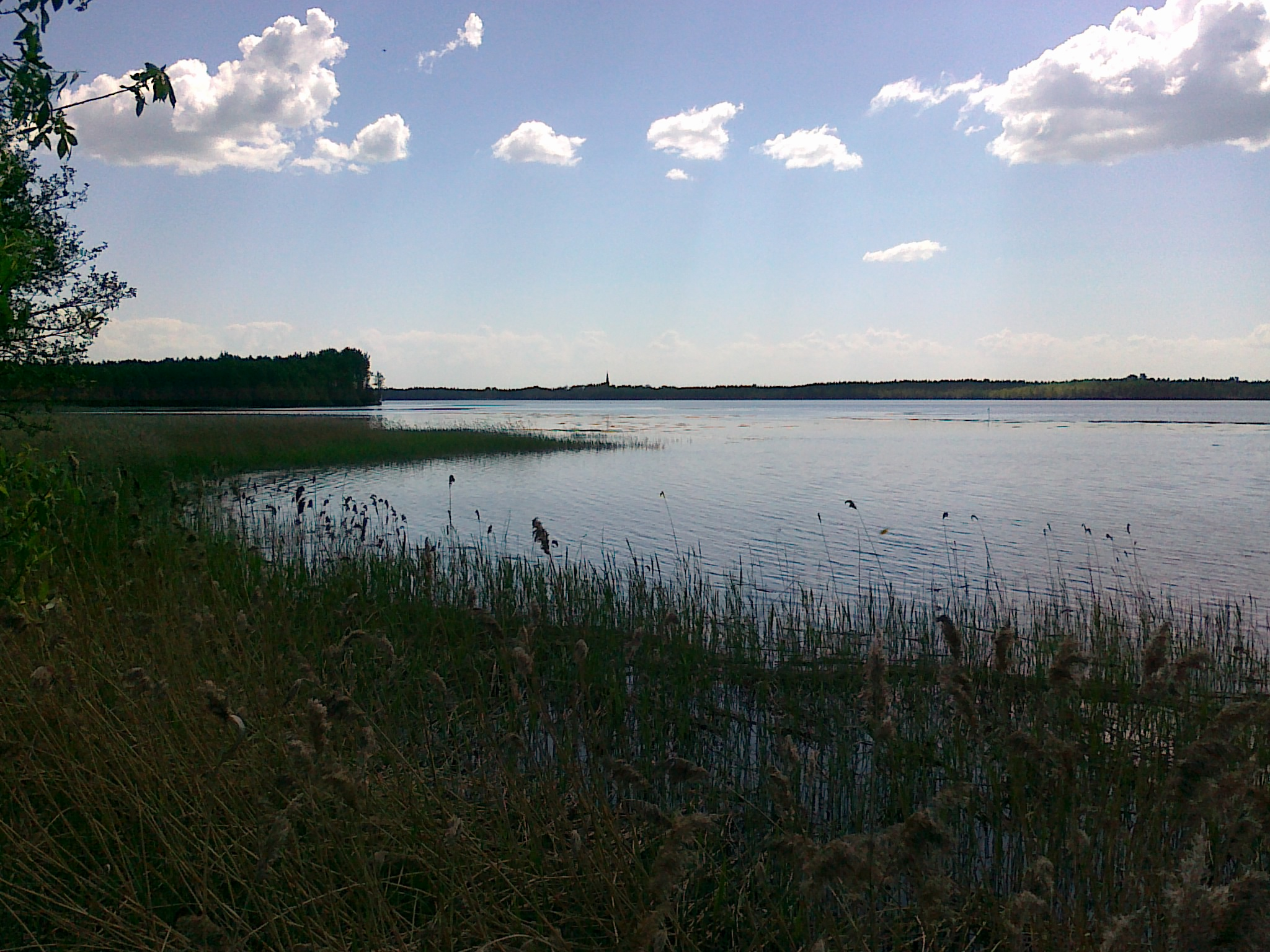
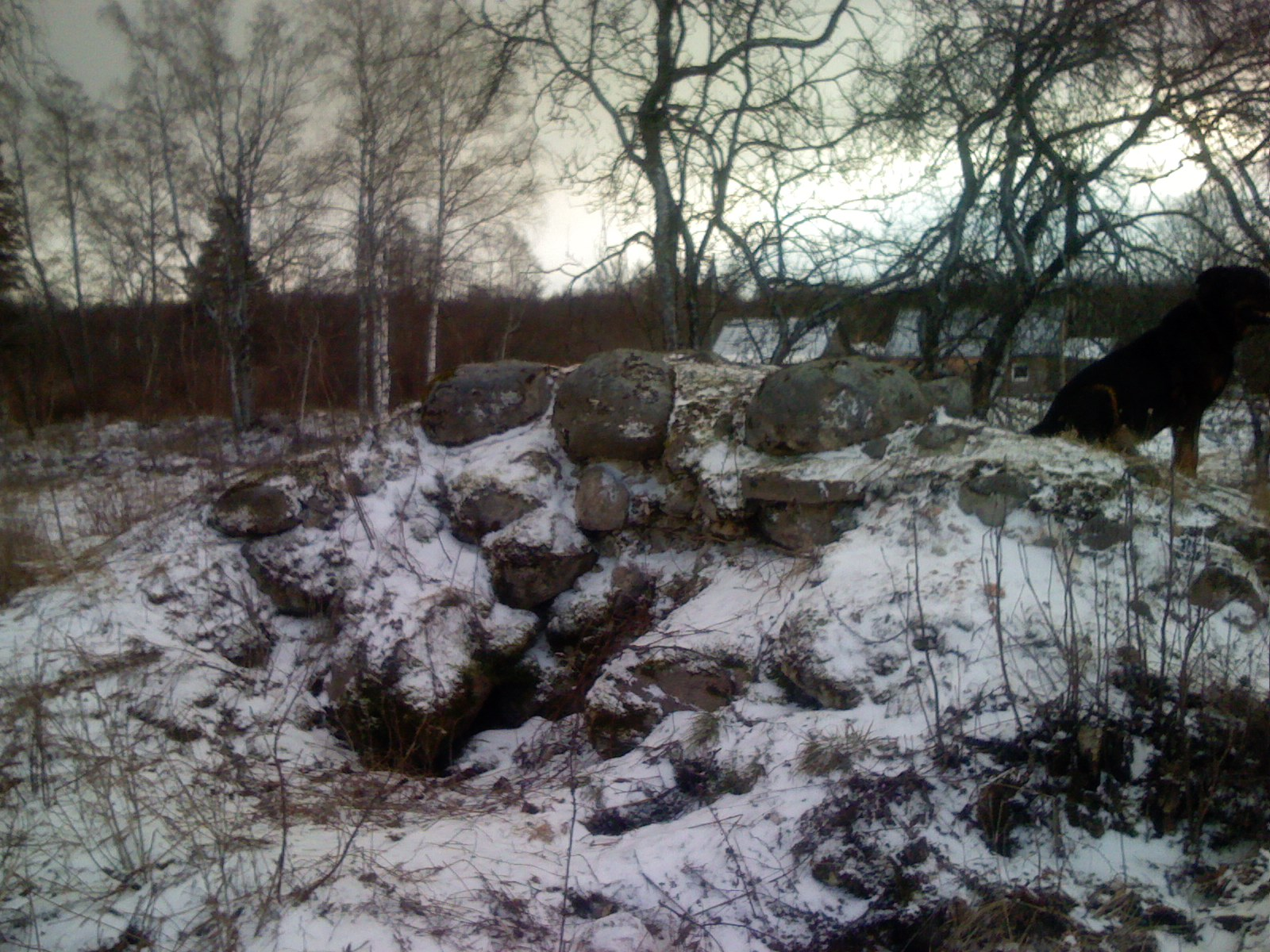
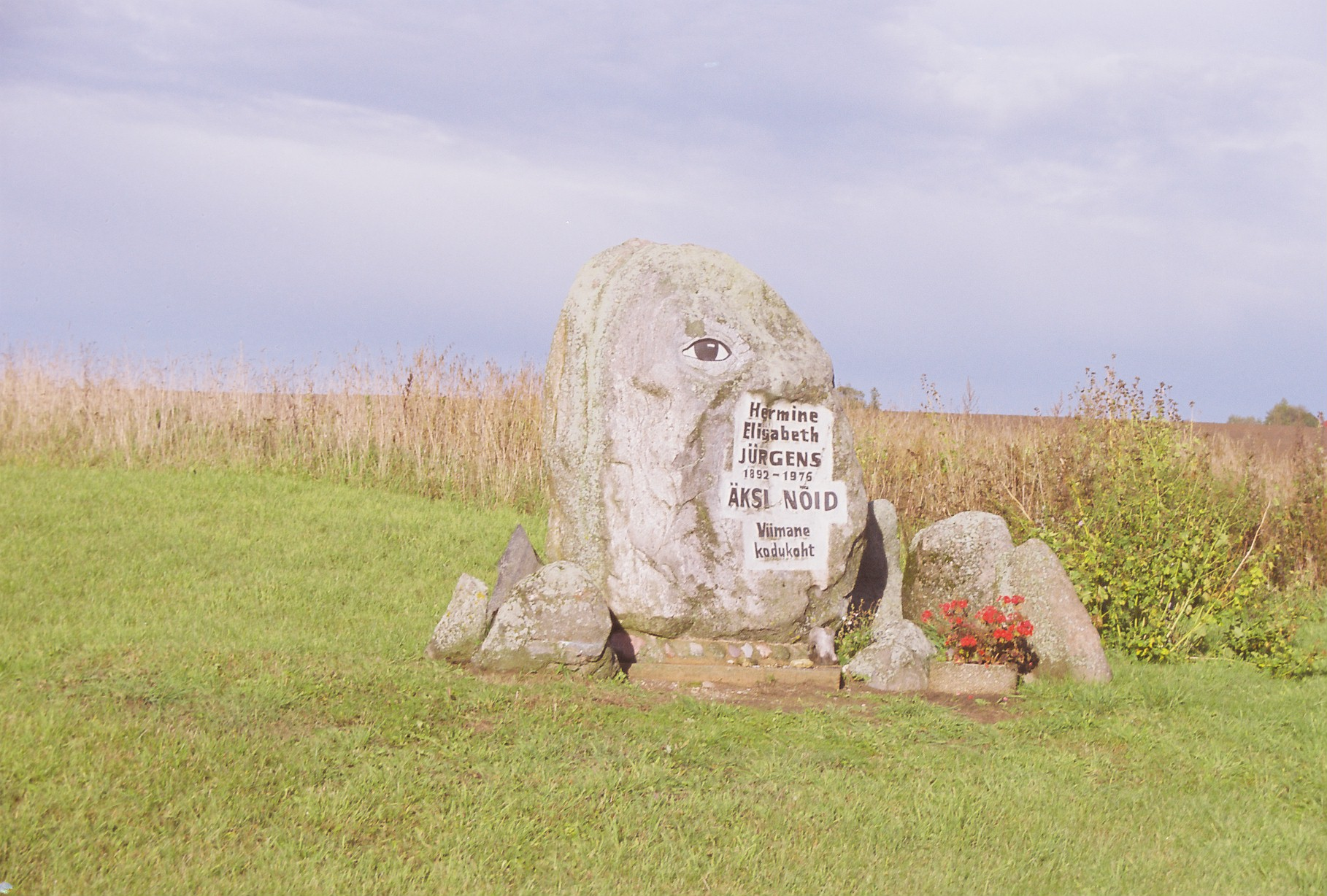
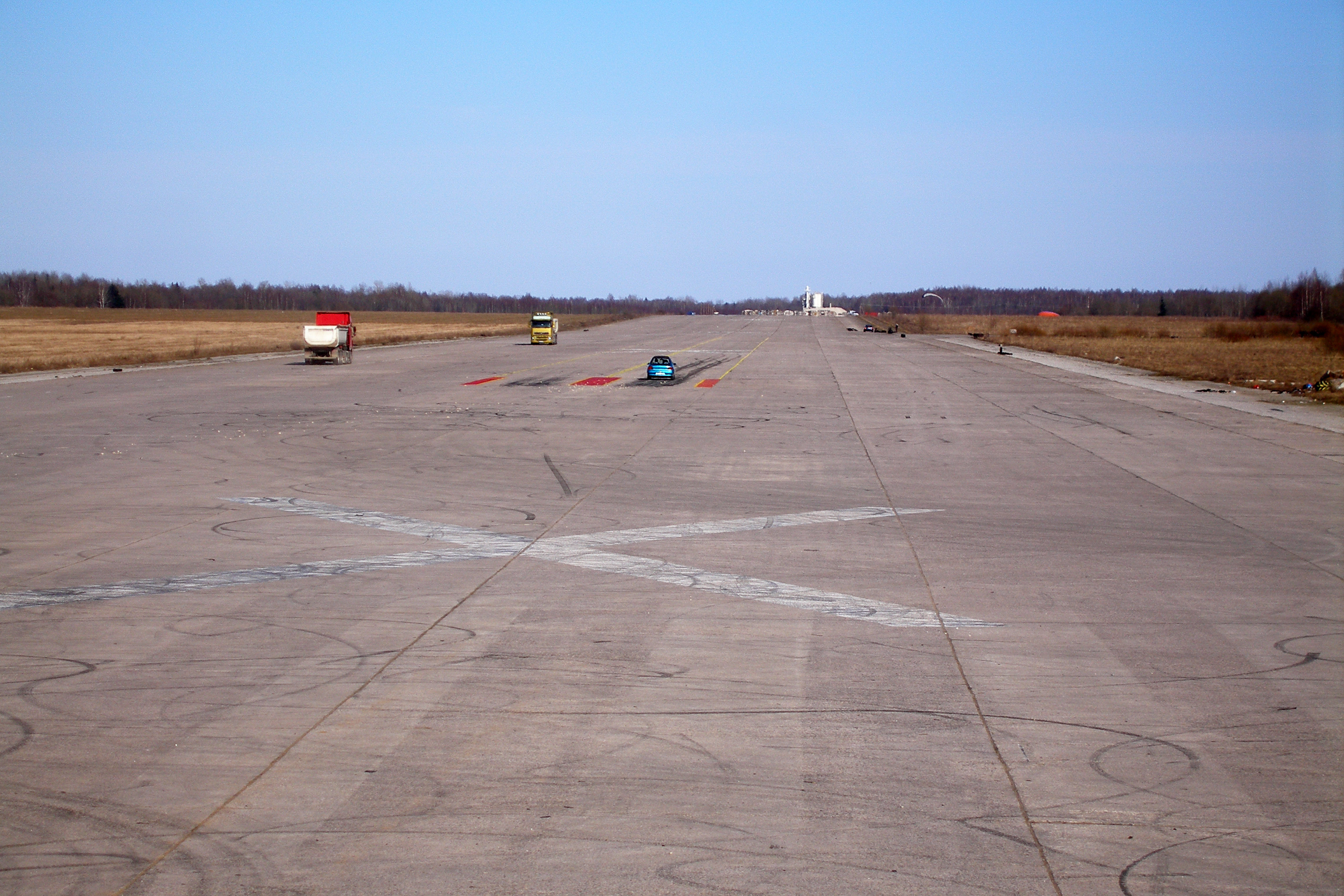
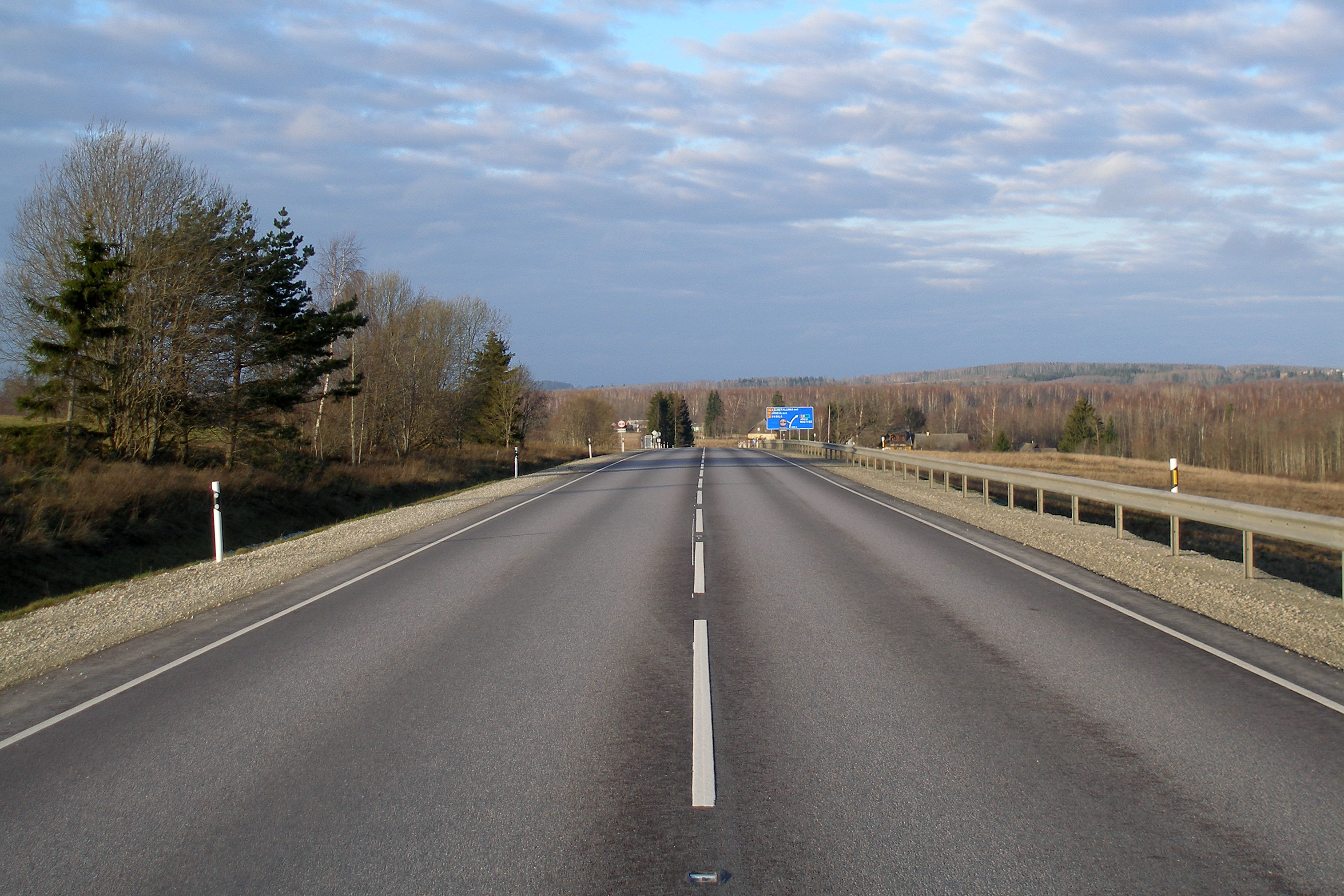